# Dagmar Roth-Behrendt
Dagmar Roth-Behrendt (née  Dagmar Reichenbach, le 21 février 1953 à Francfort-sur-le-Main) est une femme politique allemande, membre du SPD.
Elle a été vice-présidente du Parlement européen de 2009 à 2012 et de 2004 à 2007.